# Manneville-la-Goupil

Manneville-la-Goupil este o comună în departamentul Seine-Maritime, Franța. În 1 ianuarie 2022 avea o populație de 1.045 de locuitori.